# Gouvernement Pompidou III
Pour les articles homonymes, voir Gouvernement Georges Pompidou.
Ve République
Gouvernement Georges Pompidou II Gouvernement Georges Pompidou IV
Le troisième gouvernement Georges Pompidou est le 4e gouvernement de la Ve République française.
Cet article présente la composition du gouvernement français sous le Premier ministre Georges Pompidou du 8 janvier 1966 au 7 avril 1967, pendant la présidence de Charles de Gaulle (1959-1969). Il s'agit du troisième gouvernement de Georges Pompidou.

## Composition
Le Premier ministre est nommé par un décret du 8 janvier 1966 (JO du 
9 janvier), les membres du gouvernement par un décret en date du 8 janvier 1966 (JO du 
9 janvier). Ce gouvernement a démissionné après les élections législatives de 1967 (JO du 1er avril 1967).Le gouvernement expédie les affaires courantes jusqu’à la nomination du gouvernement Pompidou IV

### Premier ministre
| Image | Fonction         |  | Nom              | Parti   |
| ----- | ---------------- |  | ---------------- | ------- |
|       | Premier ministre |  | Georges Pompidou | UNR-UDT |

### Ministres d'Etat
| Image | Fonction                                                            |  | Nom             | Parti   |
| ----- | ------------------------------------------------------------------- |  | --------------- | ------- |
|       | Ministre d'État, chargé des Affaires culturelles                    |  | André Malraux   | UNR-UDT |
|       | Ministre d'État, chargé de la Réforme administrative                |  | Louis Joxe      | UNR-UDT |
|       | Ministre d'État, chargé des Départements et territoires d'Outre-mer |  | Pierre Billotte | UNR-UDT |

### Ministres
| Image | Fonction                                               |  | Nom                       | Parti    |
| ----- | ------------------------------------------------------ |  | ------------------------- | -------- |
|       | Garde des Sceaux, ministre de la Justice               |  | Jean Foyer                | UNR-UDT  |
|       | Ministre des Affaires étrangères                       |  | Maurice Couve de Murville | UNR-UDT  |
|       | Ministre de l'Intérieur                                |  | Roger Frey                | UNR-UDT  |
|       | Ministre des Armées                                    |  | Pierre Messmer            | UNR-UDT  |
|       | Ministre de l'Économie et des Finances                 |  | Michel Debré              | UNR-UDT  |
|       | Ministre de l'Éducation nationale                      |  | Christian Fouchet         | UNR-UDT  |
|       | Ministre de l'Équipement                               |  | Edgard Pisani             | DVG      |
|       | Ministre de l'Agriculture                              |  | Edgar Faure               | UNR-UDT  |
|       | Ministre de l'Industrie                                |  | Raymond Marcellin         | RI, FNRI |
|       | Ministre des Affaires sociales                         |  | Jean-Marcel Jeanneney     | UNR-UDT  |
|       | Ministre des Anciens Combattants et Victimes de guerre |  | Alexandre Sanguinetti     | UNR-UDT  |
|       | Ministre des Postes et Télécommunications              |  | Jacques Marette           | UNR-UDT  |
|       | Ministre de la Jeunesse et des Sports                  |  | François Missoffe         | UNR-UDT  |

### Ministres délégués
| Image | Fonction                                                                               |  | Nom              | Parti   |
| ----- | -------------------------------------------------------------------------------------- |  | ---------------- | ------- |
|       | Ministre délégué chargé de la Recherche scientifique, Questions atomiques et spatiales |  | Alain Peyrefitte | UNR-UDT |

### Secrétaires d'État
| Image | Fonction                                                 | Ministre de rattachement               |  | Nom                   | Parti    |
| ----- | -------------------------------------------------------- | -------------------------------------- |  | --------------------- | -------- |
|       | Secrétaire d'État chargé des Relations avec le Parlement | Premier ministre                       |  | Pierre Dumas          | UNR-UDT  |
|       | Secrétaire d'État chargé de l'Information                | Premier ministre                       |  | Yvon Bourges          | UNR-UDT  |
|       | Secrétaire d'État chargé des Affaires étrangères         | Ministre des Affaires étrangères       |  | Jean de Broglie       | RI, FNRI |
|       | Secrétaire d'État chargé de la Coopération               | Ministre des Affaires étrangères       |  | Jean Charbonnel       | UNR-UDT  |
|       | Secrétaire d'État à l'Intérieur                          | Ministre de l'Intérieur                |  | André Bord            | UNR-UDT  |
|       | Secrétaire d'État chargé du Budget                       | Ministre de l'Économie et des Finances |  | Robert Boulin         | UNR-UDT  |
|       | Secrétaire d'État au Commerce extérieur                  | -                                      |  | Charles de Chambrun   | UNR-UDT  |
|       | Secrétaire d'État chargé de l'Éducation nationale        | Ministre de l'Éducation nationale      |  | Michel Habib-Deloncle | UNR-UDT  |
|       | Secrétaire d'État au Logement                            | -                                      |  | Roland Nungesser      | UNR-UDT  |
|       | Secrétaire d'État aux Transports                         | -                                      |  | André Bettencourt     | RI, FNRI |

## Répartition partisane
| Parti                         | Parti                                                             | Premier ministre | Ministres d'État | Ministres | Ministres délégués | Secrétaires d'État | Total |
| ----------------------------- | ----------------------------------------------------------------- | ---------------- | ---------------- | --------- | ------------------ | ------------------ | ----- |
| Répartition le 8 janvier 1966 | Répartition le 8 janvier 1966                                     | 1                | 3                | 13        | 1                  | 10                 | 28    |
|                               | Union pour la nouvelle République - Union démocratique du travail | 1                | 3                | 11        | 1                  | 8                  | 24    |
|                               | Républicains indépendants                                         |                  |                  | 1         |                    | 2                  | 3     |
|                               | Divers gauche                                                     |                  | 1                |           |                    | 1                  |       |